# Ui패스
Ui패스(UiPath)는 로보틱 처리 자동화(RPA) 소프트웨어를 만드는 글로벌 소프트웨어 회사이다. 대니얼 다인스(Daniel Dines)와 마리우스 티르카(Marius Tîrcă)가 루마니아 부쿠레슈티에서 설립했다. 본사는 뉴욕시에 있다. 회사의 소프트웨어는 사용자 활동을 모니터링하여 고객 관계 관리 또는 ERP(전사적 자원 관리) 소프트웨어와 같은 다른 비즈니스 소프트웨어를 사용하여 수행되는 작업을 포함하여 반복적인 프런트 오피스 및 백 오피스 작업을 자동화한다.
2020년 12월 회사는 비공개로 기업공개(IPO)를 신청했고, 2021년 4월 21일에 상장되었다.